# INOGATE
INOGATE（イノゲート）は欧州連合（EU）と黒海・カスピ海周辺地域の産油国の間で実行されている国際エネルギー協力プログラムである。INOGATEプログラムは1996年より実行されている。
INOGATEはEUによる投資が行われている長期エネルギー技術援助プログラムの一つである。2006年までは、技術協力プログラムによる投資を受けており、2007年時点では、ENPI-東地域行動プログラム2007-2010と2010-2013の下、European Neighbourhood and Partnership Instrument（ENPI）による投資を受けている。EuropeAidはENPIや開発協力機関（Development Cooperation Instrument）を通してINOGATEプログラムをサポートしている。

## 設立
INOGATEは1995年にEUをサポートする機関、INterstate Oil and GAs Transportation to Europe（ヨーロッパへの石油ガスの国家間輸送を表す）として設立された。当初、INOGATEは東ヨーロッパやカフカス山脈を通って石油・ガスをEUへと運ぶパイプラインに対する関心が特に強かった。2001年、21カ国が参加しキエフで行われた会合によりパイプライン開発と機能強化に協力する正式な「傘合意」がなされた。2004年に行われたアゼルバイジャン・バクーとカザフスタン・アスタナでの会合を経て、INOGATEはEUと旧ソ連のCIS諸国（ロシアとバルト海沿岸諸国は含まないが、これ以外にトルコを含む）の間のより広範囲に渡るエネルギー・パートナーシップと以下の4つのトピックの集中強化を進めた。
- エネルギー安全保障の強化
- EU国際エネルギー市場（英語版）の市場原理に基づいた加盟国エネルギー市場（英語版）の基準のすり合わせ
- 持続可能なエネルギー開発の援助
- 一般または地域特化したエネルギープロジェクトに対する投資

## 加盟国
INOGATE加盟国は以下のとおり。
- アルメニア
- アゼルバイジャン
- ベラルーシ
- ジョージア
- カザフスタン
- キルギス
- モルドバ
- トルコ
- トルクメニスタン
- ウクライナ
- ウズベキスタン
- タジキスタン
- ロシア（オブザーバーとしてのみ参加）

トルコはINOGATE加盟国であり、INOGATEの会合にも常時招待されているが、恩恵を受ける国ではない。

## バクー・イニシアティヴとアスタナ宣言
バクー・イニシアティヴは欧州連合（EU）とINOGATE加盟国間のエネルギー協力に関する政策対話の結果生まれた。1回目の鉱物資源会合がバクーで2004年11月13日に開催された。2回目の鉱物資源会合はアスタナで2006年11月30日に開催され、加盟国の広範囲に渡るエネルギーに関する問題とEUによるこれらの問題への協力に関し、INOGATEプログラムの幅広い利点が確認された。
バクー・イニシアティヴの一つの目標は透明性の高いエネルギー市場の形成、投資誘致とエネルギー供給の安全性強化のため、EUエネルギー市場へと参加している国のエネルギー市場の統合を進めることである。（イニシアティヴの他の側面としては輸送に関する議題がある。バクー・イニシアティヴを参照。）加盟国はEUと協調した統合エネルギー市場や国際法、規制枠組創設のため、法的・技術的な基準をすり合わせるという目標に合意した。この目標の具体的な内容としては、時代遅れの発電施設に代わり既存のインフラを拡張・近代化することで環境にやさしいシステムを作りエネルギー供給の安全性の向上、新たなインフラの開発や現代的な監視システムの導入、効率的かつ持続可能なエネルギーシステムの調整を通したエネルギーの需要と供給のマネジメントの向上や共通の関心がある商業的・環境的に運用可能なエネルギープロジェクトに対する融資の促進などがある。これらの目標達成に向けた行程表と加盟国の目標はアスタナ鉱物資源会合において承認された。

## 構造と活動
調整機関はウクライナのキエフにある技術事務局であり、この他にグルジアのトビリシとウズベキスタンのタシュケントに地域事務局がある。INOGATE事務局には個別プロジェクトとともに全体としてプロジェクトの可視性、協調性一貫性、持続性を確保する重要な役割を担っている。
バクー・イニシアティヴは4つの作業部会を通して実行されており、各々の作業部会にすべての加盟国が参加している。
- 市場自由化に対する法的規制や制度枠組の調整
- 輸送網の安全性強化
- 持続可能な開発
- 投資の誘致とプロジェクトの推進

ENPIによる投資を受けているいくつかの特定のプロジェクトはINOGATEプログラムと共同で行われており、INOGATEのウェブポータルに記載されている。2009年2月時点で、これらのプロジェクトの中には石油・ガス輸送構造の安全性を強化し、中央アジアで調整された国家エネルギー政策を発展させ、加盟国間の市場統合と持続可能なエネルギー開発を援助するためのイニシアティヴが含まれている。
INOGATEはウクライナのボヤルカにある東ヨーロッパ炭化水素測定地域センターの発展と密接な関わりがある。この地域センターは地域内やその他の国へのガス輸送に関する最先端測定技術を提供している。このことは西ヨーロッパの基準で運用される地域エネルギー市場の発展において重要な要素となっている
INOGATEプログラムは会合や出版を2014年現在も現在進行形で行っており、公式サイトにはINOGATE加盟国や関連するEU諸国のエネルギー開発に関する取り組み、政策の最新情報が常時掲載されている。
プログラムは加盟国の化石燃料貿易への依存度低下、エネルギー供給の安全性向上を支援している。

## プロジェクト
INOGATEプロジェクトは4つのINOGATE協力地域のトピックにおいて、EUがINOGATE加盟国のエネルギー政策を融資により支援する地域エネルギープロジェクトを指す。1996年にプログラムのが開始されて以降、約61のINOGATEプロジェクトが運用されてきている。以下に活動中の3つのINOGATEプログラムを挙げる。
- INOGATE技術事務局とバクー・イニシアティヴ及び東ヨーロッパパートナーシップエネルギー目標の助けとなる統合プログラム、期間：2012年2月～2015年1月、総合評価額：1660万ユーロ

- 東ヨーロッパと中央アジア諸国の建設部門における省エネルギー化イニシアティヴ、期間：2010年1月～2013年12月、総合評価額：450万ユーロ

- 中央アジアにおける持続可能なエネルギープログラム：再生可能エネルギー源とエネルギー効率、期間：2013年1月～2015年12月、総合評価額：400万ユーロ

INOGATEプロジェクトに加えて、以下のようなINOGATE関連プロジェクトがある（直接INOGATEプロジェクトとして推進されてはいないが、INOGATEの資金を用い同じ目標を目指していることを意味する）。このプログラムもまた実行に移されることが期待されている。
- 「市長の契約」の中で東ヨーロッパと中央アジアの都市の参加を支援する（INOGATE関連プロジェクト）、期間：2011年9月～2013年9月、総合評価額：215万ユーロ

各々の個別計画はその活動の可視性を確保することに責任を負っている。しかし、ITSプロジェクトはINOGATEプログラムのより広い枠組みで結果を求めていく方針である。

## 参考資料
- ENPI-Info Web site of the EU Neighbourhood Partnership Initiative
- Democratic Belarus
- Today.AZ
- ADE, Evaluation of the European Commission’s Cooperation with Ukraine, 2010. OECDの公式サイトよりダウンロード可能。（PDF形式）
- Baghat, Gadat G., 'EU seeks energy security in stronger supplier ties', in Oil and Gas Journal, vol. 103, issue 38, 10 October 2005, pp. 22–26
- Berenyi, Ivan, 'The Battle for market share', in Petroleum Economist, September 2003, p. 1
- Boyarka Metrology Centre Brochure, PDF形式でダウンロード可能
- IEA (2006) (PDF). Ukraine Energy Policy Review, 2006. OECD. p. 208. ISBN 978-90-411-3407-3
- Talus, Kim (2011). Vertical Natural Gas Transportation Capacity, Upstream Commodity Contracts and EU Competition Law. Kluwer Law International. p. 29. ISBN 978-90-411-3407-3